# Mary Hughes
Ne doit pas être confondu avec Mary Beth Hughes.
Pour les articles homonymes, voir Hughes.
Mary Hughes est une actrice, modèle et groupie américaine née le 25 février 1944 à Hollywood et morte le 13 décembre 2007 à Malibu, en Californie. Sa plastique lui vaut de jouer des petits rôles dans plusieurs « films de plage » entre 1964 et 1967.
Elle entretient des liaisons avec les musiciens Eric Clapton et Roger Daltrey et Jeff Beck, qui la cite nommément dans sa chanson Psycho Daisies.

## Biographie
Archétype de la « beach bunny » (« lapin de plage »), elle est repérée par le metteur en scène William Asher et joue dans plusieurs « films de plage » pour public adolescent des petits rôles de blonde sexy : Muscle Beach Party, Bikini Beach et Pajama Party, tous trois aux côtés de Frankie Avalon et d'Annette Funicello (1964), puis Beach Blanket Bingo, Ski Party (en), How to Stuff a Wild Bikini et Dr. Goldfoot and the Bikini Machine en 1965, The Ghost in the Invisible Bikini, Murderer's Row (en) et Fireball 500 (en) en 1966, Thunder Alley en 1967. Sa plastique (cheveux blond platine, peau bronzée, 1,75 mètre, mensurations de « 91-56-91 ») lui vaut sa célébrité, alors que ses rôles ne lui font que rarement prononcer la moindre phrase à l'écran. 
Dans les années 1960 elle pose comme modèle pour plusieurs magazines.
Venue à Londres pour tourner son dernier film, la comédie musicale britannique Croisière surprise en 1967 où elle tourne aux côtés d'Elvis Presley, elle y a des liaisons avec les musiciens Jeff Beck, Eric Clapton et Roger Daltrey. Jeff Beck compose pour elle la chanson Psycho Daisy, où elle est mentionnée deux fois :

« New Orleans is the home of the blues,

But California's my home with Mary Hughes.

(...)

But back in California there's nothing to lose,

'Cause everything's swinging there with Mary Hughes. »

Elle rentre aux États-Unis après avoir épousé le chanteur Lee Michaels (en) en décembre 1968. Le couple s'installe en Californie du Nord où il élève des animaux sauvages, puis divorce dix-huit ans plus tard après qu'ils ont eu deux enfants. Elle se remarie avec un nommé Paul Zimmerman et emménage à Malibu où elle enseigne le yoga et le fitness. Elle y meurt d'un cancer le 13 décembre 2007.